# Villaperuccio
Villaperuccio är en ort och kommun i provinsen Sydsardinien i regionen Sardinien i sydvästra Italien. Kommunen hade 1 090 invånare (2017).